# Ano dos três imperadores
O Ano dos Três Imperadores, em alemão:  Dreikaiserjahr, refere-se ao ano de 1888 e aos acontecimentos no Império Alemão durante este ano.
Em 9 de março de 1888, Guilherme I, o primeiro imperador alemão, morreu. Ele foi sucedido por seu filho, Frederico III. Entretanto, Frederico estava muito doente com câncer de garganta e morreu após apenas 99 dias de reinado, em 15 de junho. O filho de Frederico, Guilherme II, subiu então ao trono.
Na Alemanha, as crianças decoram o ano em questão usando o seguinte mnemônico drei Achten, drei Kaiser ("três oitos, três imperadores").

## Situação
Após a morte de Frederico Guilherme IV em 1861, Guilherme I tornou-se de fato rei da Prússia. Como monarca do maior estado alemão que teve um papel fundamental na unificação, em grande parte devido aos esforços de Bismarck, o imperador Guilherme I governou o Império Alemão desde a unificação da Alemanha em 18 de janeiro de 1871. Ele viveu até que era quase 91 anos e reinou sobre a Prússia por 27 anos e sobre a Alemanha por 17 anos. Seu filho, o príncipe herdeiro Frederico Guilherme , foi celebrado por suas ações militares por causa de sua liderança durante as guerras travadas para unificar a Alemanha. Frederico comandou estado-maior e exércitos durante a Segunda Guerra Schleswig, a Guerra Austro-Prussiana e a Guerra Franco-Prussiana.  O príncipe herdeiro Frederico Guilherme acabava de completar 56 anos antes de 1888. Frederico também tinha vários filhos na época, e seu herdeiro aparente chamava-se Guilherme , em homenagem a seu avô. Wilhelm completou 29 anos em janeiro de 1888.

## Sucessão rápida
O imperador Guilherme I morreu em 9 de março de 1888 após seu longo reinado. Ele foi sucedido por seu filho, Frederico Guilherme. Frederico Guilherme ficou conhecido como Frederico III quando assumiu o trono. Junto com seus sucessos militares, Frederico III era um liberal de renome. No entanto, na época da morte de seu pai, Frederico tinha 56 anos e já havia desenvolvido um caso terminal de câncer de laringe antes de assumir o trono imperial alemão. Frederico tentou tratá-lo, mas não teve sucesso. Devido a esta doença e ao tratamento subsequente, Frederico não pôde falar durante seu curto reinado e teve que se comunicar por escrito. Frederico ainda cumpria alguns de seus deveres como imperador, apesar de sua doença prolongada; entretanto, ele não teve nenhum efeito duradouro sobre a Alemanha. Ele morreu após apenas 99 dias de governo em 15 de junho de 1888. O filho de Frederico, Guilherme II, então subiu ao trono aos 29 anos. Ao contrário de seu pai, Guilherme II não tinha muitas tendências liberais. Guilherme II acabou levando a Alemanha à Primeira Guerra Mundial e governou até sua abdicação e queda do Império Alemão em 1918, no final da guerra.

## Os imperadores

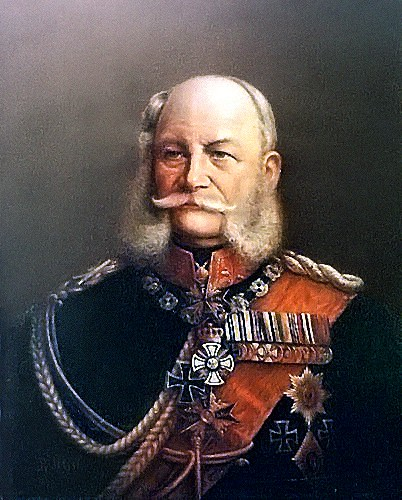
Guilherme I Reinou de 2 de janeiro de 1861 a 9 de março de 1888.
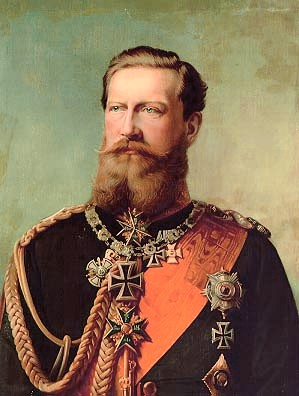
Frederico III Reinou por apenas 99 dias (9 de março – 15 de junho de 1888).
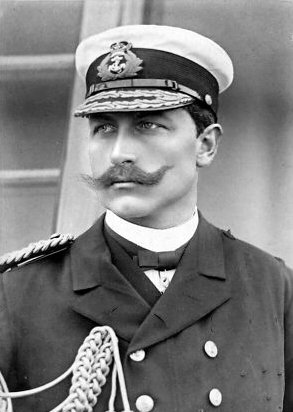
Guilherme II Reinou de 15 de junho de 1888 a 18 de novembro de 1918.